# نهر أواكو
نهر أواكو هو نهر في كاليدونيا الجديدة. تبلغ مساحته 35 كيلومترًا مربعًا. 

## أنظر أيضا
- قائمة أنهار كاليدونيا الجديدة